# Pseudhammus albovariegatus
Pseudhammus albovariegatus là một loài bọ cánh cứng trong họ Cerambycidae.